# Cruz Roja Senegalesa
La Cruz Roja Senegalesa (CRS) es una institución humanitaria, de carácter voluntario y de interés público, que desarrolla su actividad en Senegal desde 1962 bajo la protección del Gobierno de Senegal.
Es una de las sociedades integrantes del Movimiento Internacional de la Cruz Roja y de la Media Luna Roja.

## Historia
Fue creada en 1962, constituyéndose sobre la base de la Convención de Ginebra y sus protocolos adicionales de 1949. Es una entidad reconocida en Senegal de utilidad pública, desarrollando una labor de auxiliar de los poderes públicos en el ámbito humanitario. Fue reconocida por el Comité Internacional de la Cruz Roja en agosto de 1963, deviniendo miembro de la Federación Internacional de la Cruz Roja el mismo año.

## Organización interna
La Cruz Roja Senegalesa tiene una estructura federal, compuesta por Comités Locales, Departamentales, Regionales y Nacional. Su estructura replica la división administrativa de Senegal, estando compuesta de así de un Comité Nacional, catorce Comités Regionales y cuarenta y cinco Comités Departamentales.